# تريكيري
تريكيريون (Τρικέριον) هي مدينة في ماغنيسيا في مقاطعة فوريا إلادا في اليونان.